# 亨茨維爾 (密蘇里州)
亨茨維爾（英語：Huntsville）是位於美國密蘇里州蘭道夫縣的城市。同時該地也是蘭道夫縣的縣治。

## 人口
根據2020年美國人口普查的數據，亨茨維爾的面積為6.00平方千米，皆為陸地。當地共有人口1376人，而人口密度為每平方千米229人。